# Struth
Struth é uma comuna francesa na região administrativa de Grande Leste, no departamento Baixo Reno. Estende-se por uma área de 4,08 km². Em 2010 a comuna tinha 247 habitantes (densidade: 60,5 hab./km²).